# Uniwersytet Leopolda i Franciszka w Innsbrucku
Uniwersytet Leopolda i Franciszka w Innsbrucku (niem. Leopold-Franzens-Universität Innsbruck) – austriacki uniwersytet z siedzibą w Innsbrucku.

## Historia
- 1562: Jezuici zakładają gimnazjum (Akademisches Gymnasium Innsbruck).
- 1669: Cesarz Leopold I powołuje uniwersytet z czterema fakultetami, finansowany z tyrolskich kopalni soli.
- Z biegiem czasu uczelnia podupada do poziomu liceum.
- 1826: Cesarz Franciszek I ponownie zakłada uniwersytet; odtąd uniwersytet ma dwóch patronów.

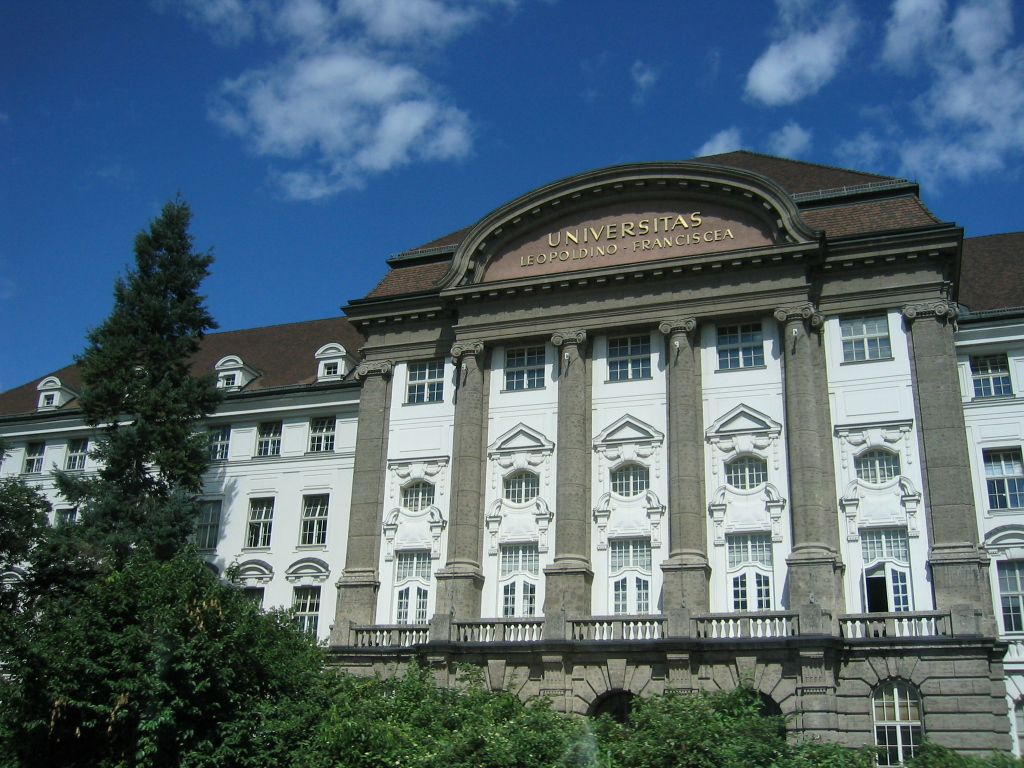
Jeden z uniwersyteckich budynków

- W 1857 roku na uniwersytecie otwarto wydział teologiczny. Studiowało na nim wielu Polaków, między innymi kardynał Adam Stefan Sapieha[3].
- W 1970 roku ukazał się znaczek z okazji 300. rocznicy utworzenia uniwersytetu w Innsbrucku, wraz z FDC. Znaczek i koperty nawiązują do jego założycieli[4].